# National (D3)

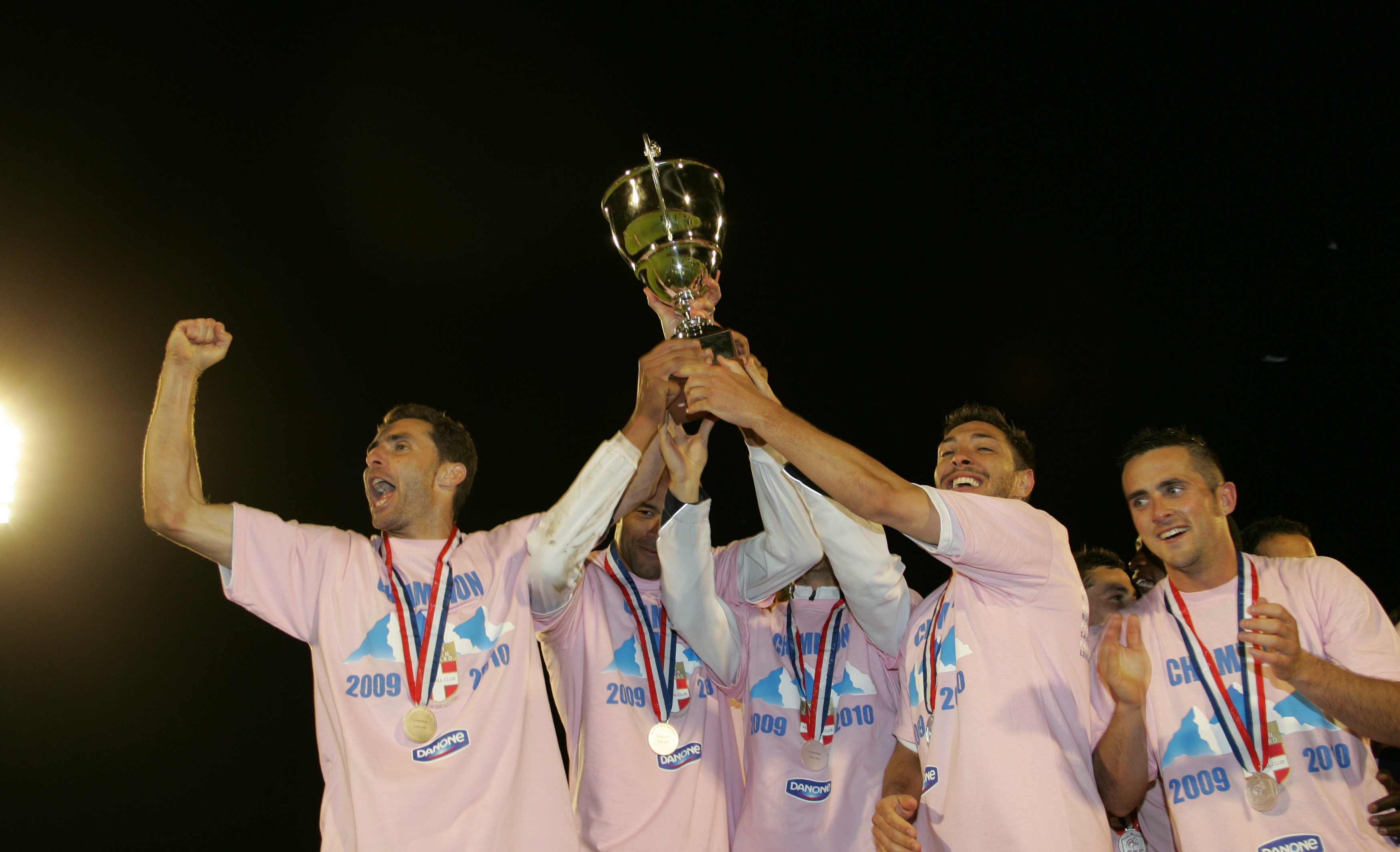
Spieler des Meisters von 2010, Évian TG, mit der Liga-Trophäe

National (D3) oder vollständig Championnat de France National, gelegentlich heute noch mit dem historischen Zusatz Division 3 oder D3, ist die dritthöchste Spielklasse im französischen Männerfußball hinter Ligue 1 und Ligue 2. In ihr sind derzeit sowohl Amateur- als auch Profivereine spielberechtigt; die organisatorische Zuständigkeit für Spielbetrieb, Kontrollwesen (Strafen, Sperren, Spielberechtigung, Auf- und Abstieg) usw. liegt beim französischen Fußballverband, der Fédération Française de Football (FFF). Seit der Saison 2017/18 trägt sie den Namen National 1.

## Geschichte
Es gab bereits seit 1936 eine dritte Spielklasse, allerdings war diese häufigen Strukturveränderungen unterworfen und mit Ausnahme der Saison 1936/37 (seinerzeit stiegen die beiden bestplatzierten Mannschaften von Racing Arras und US Tourcoing in die zweite Division auf) eine reine Amateurliga. Zudem berechtigte die Meisterschaft in der D3 damals nicht automatisch zum Aufstieg in die professionellen Ligen – vielmehr konnten Vereine auf Antrag in die Division 2 aufgenommen werden, auch wenn sie sich nicht sportlich qualifiziert hatten, und umgekehrt D3-Meistern die Zulassung zum Professionalismus verwehrt werden.
Eine dritte Liga als echter Unterbau der professionellen Spielklassen wurde dann erst wieder 1970 geschaffen; sie bestand aus zuletzt sechs regionalen Gruppen mit je 16 Mannschaften. Ab der Saison 1993/94 wurde sie unter der Bezeichnung National 1 reorganisiert, umfasste bis einschließlich 1996/97 zwei Staffeln (Nord und Süd) à 20 Mannschaften und bis 2013 in einer einzigen, landesweiten 20er-Gruppe ausgespielt. Seit der Saison 2013/14 nehmen grundsätzlich nur noch 18 Mannschaften teil.

## Austragungsmodus und Zulassung
Die Meisterschaft wird in der D3 durch Heim- und Auswärtsspiele jedes Klubs gegen jeden anderen ermittelt; auch hier gelten heute u. a. die Drei-Punkte-Regel und bei Punktgleichheit die Tordifferenz zur Ermittlung der genauen Platzierung, wobei zunächst allerdings der direkte Vergleich punktgleicher Vereine (hierbei nur die Punkte, nicht die Treffer) herangezogen wird. Heutzutage steigen die beiden bestplatzierten Teams der National direkt in die Ligue 2 auf, während der Tabellendritte sich in einer Relegation gegen den Drittletzten der Ligue 2 ebenfalls für den Aufstieg qualifizieren kann. Die vier Tabellenletzten steigen in die vierte Liga (vormals Championnat de France Amateur bzw. CFA, neuerdings National 2) ab und werden durch die gleiche Zahl an Ab- bzw. Aufsteigern ersetzt. Reserve- bzw. zweite Mannschaften können nicht in die National 1 aufsteigen.
Absteiger aus der D2 in die D3 dürfen ihren professionellen Status im Regelfall für bis zu zwei Jahre beibehalten (statut professionnel probatoire); damit soll eine größere Kontinuität in den Planungen der Klubs erreicht werden, die u. a. auch ihre – für Profivereine obligatorischen – Nachwuchsausbildungszentren (centre de formation) weiter betreiben können. Von dieser Möglichkeit haben in der Saison 2020/21 fünf Vereine (Le Mans FC, US Orléans, FC Bourg-Péronnas, US Quevilly-Rouen, Red Star FC) Gebrauch gemacht. Auf Antrag können sie ihren Profistatus sogar für länger als zwei Jahre behalten, wenn insbesondere die wirtschaftlichen Voraussetzungen dafür von der Ligue de Football Professionnel als gegeben angesehen werden.
Bei einem durchschnittlichen Besuch von 1.500 bis 2.000 Zuschauern pro Spiel und nur geringem Anteil an den vom Verband verteilten Fernsehgeldern – 2008/09 erhielt jeder Verein 250.000 € aus dieser Quelle – ist diese Hürde allerdings relativ hoch. Dies hat im Vorfeld der Saison 2009/10 beispielsweise dazu geführt, dass die für die Lizenzierung zuständige Direction nationale du contrôle de gestion (DNCG) zwölf der 20 Klubs die Teilnahmegenehmigung verweigert oder nur unter teils erheblichen finanziellen Auflagen erteilt hat: Bayonne, Croix de Savoie, Pacy und Rodez mussten ihre Ausgaben kürzen, Beauvais, Cassis Carnoux und Louhans-Cuiseaux höhere Sicherheiten nachweisen (die beiden Letztgenannten hatten auch vier Wochen vor Saisonstart noch keine Zulassung), fünf weitere wurden deklassiert: Libourne-Saint-Seurin in die vierte, drei der vier sportlich qualifizierten Aufsteiger aus dem CFA (Besançon, Luzenac, Rouen) in die fünfte und Sète, das Anfang Juni 2009 seine Illiquidität erklärt hatte, sogar in die sechste (Division d’Honneur) Liga. Für Sète rückte Stade Plabennec, einer der Tabellenzweiten der vierthöchsten Spielklasse, nach; Luzenac durfte schließlich doch teilnehmen. Diese Bescheide waren allerdings zunächst noch nicht rechtskräftig. Besançons Präsident Vincent Diaz bewertete diese Vorgänge zwischenzeitlich als „Entscheidungen aus einer Bananenrepublik“. Auch 2010 stand erst 14 Tage vor Saisonstart fest, wie sich die Liga zusammensetzt: erst aufgrund von Sportgerichtsprozessen konnten sich mit Bastia und Strasbourg zwei Zweitligaabsteiger ihren Platz in der National sichern, während es fünf Aufsteiger aus der CFA gab.
Aufstiegsberechtigte Vereine aus der National haben das Recht, den Aufstieg in die Ligue 2 ohne Sanktionierung abzulehnen, wenn sie den Schritt vom Amateurismus zum Professionalismus nicht gehen wollen. In diesem Fall stiege von dort ein Verein weniger in die National ab. Ende der 1990er Jahre hatte der qualifizierte FC Gueugnon beantragt, in der Profiliga unter Amateurbedingungen zu spielen; das wurde allerdings abgelehnt, weil oberhalb der National keine Wahlmöglichkeit bezüglich des Professionalismus existiert.
Die regulären Spieltage sind Freitag und Sonnabend.

## Die National in der Saison 2025/26
Beim Saisonstart wies die National folgende Zusammensetzung auf:
|  | Verein            | Stadt/Gemeinde         | Stadion                    | Kapazität | Spielfeld   |
|  | ----------------- | ---------------------- | -------------------------- | --------- | ----------- |
|  | AC Ajaccio ▼      | Ajaccio                | Stade François-Coty        | 10.660    | Naturrasen  |
|  | SM Caen ▼         | Caen                   | Stade Michel-d’Ornano      | 06.500    | Naturrasen  |
|  | US Concarneau     | Concarneau             | Stade Guy-Piriou           | 06.500    | Naturrasen  |
|  | US Quevilly       | Le Petit-Quevilly      | Stade Amable Lozai         | 06.000    | Naturrasen  |
|  | FC Valenciennes   | Valenciennes           | Stade du Hainaut           | 25.000    | Naturrasen  |
|  | LB Châteauroux    | Châteauroux            | Stade Gaston Petit         | 17.072    | Hybridrasen |
|  | FCO Dijon         | Dijon                  | Stade Gaston Gérard        | 15.000    | Naturrasen  |
|  | US Orléans        | Orléans                | Stade de la Source         | 06.833    | Hybridrasen |
|  | FC Rouen          | Rouen                  | Stade Robert Diochon       | 12.018    | Naturrasen  |
|  | FC Sochaux        | Montbéliard            | Stade Auguste-Bonal        | 20.005    | Naturrasen  |
|  | FC Versailles     | Versailles             | Stade de Montbauron        | 06.208    | Naturrasen  |
|  | FC Villefranche   | Villefranche-sur-Saône | Stade Armand Chouffet      | 03.500    | Naturrasen  |
|  | Aubagne FC        | Aubagne                | Stade de Lattre-de-Tassiny | 02.000    | Naturrasen  |
|  | FC Bourg-Péronnas | Bourg-en-Bresse        | Stade Marcel-Verchère      | 11.400    | Naturrasen  |
|  | Paris 13 Atletico | Paris                  | Stade Boutroux             | 02.000    | Kunstrasen  |
|  | Stade Briochin ▲  | Saint-Brieuc           | Stade Fred Aubert          | 13.500    | Naturrasen  |
|  | FC Fleury ▲       | Fleury-Mérogis         | Stade Robert Bobin         | 18.850    | Naturrasen  |
|  | CO Le Puy ▲       | Le Puy-en-Velay        | Stade Charles Massot       | 04.800    | Naturrasen  |

## Die Meister seit 1993/94
- 1993/94: LB Châteauroux
- 1994/95: FC Lorient
- 1995/96: Sporting Toulon
- 1996/97: Olympique Nîmes
- 1997/98: AC Ajaccio
- 1998/99: CS Louhans-Cuiseaux
- 1999/2000: AS Beauvais
- 2000/01: Grenoble Foot 38
- 2001/02: Clermont Foot
- 2002/03: RC Besançon
- 2003/04: Stade de Reims
- 2004/05: Valenciennes FC
- 2005/06: Chamois Niort
- 2006/07: Clermont Foot
- 2007/08: OC Vannes
- 2008/09: FC Istres
- 2009/10: FC Évian Thonon Gaillard
- 2010/11: SC Bastia
- 2011/12: Olympique Nîmes
- 2012/13: US Créteil
- 2013/14: US Orléans
- 2014/15: Red Star FC
- 2015/16: Racing Strasbourg
- 2016/17: LB Châteauroux
- 2017/18: Red Star FC
- 2018/19: Rodez AF
- 2019/20: FC Pau
- 2020/21:  SC Bastia
- 2021/22: Stade Laval
- 2022/23: US Concarneau
- 2023/24: Red Star Paris
- 2024/25: AS Nancy